# アーチボルド・サンモール (第13代サマセット公爵)
第13代サマセット公爵アーチボルド・アルジャーノン・ヘンリー・サンモール（Archibald Algernon Henry St. Maur, 13th Duke of Somerset、出生名アーチボルド・アルジャーノン・ヘンリー・シーモア（Archibald Algernon Henry Seymour）、1810年12月30日 – 1891年）は、イギリスの貴族。1885年までアーチボルド・シーモア卿（改姓後はアーチボルド・サンモール卿）の儀礼称号を使用した。

## 生涯
第11代サマセット公爵エドワード・シーモアと1人目の妻シャーロット（Charlotte、1772年4月6日 – 1827年6月10日、第9代ハミルトン公爵アーチボルド・ハミルトンの娘）の次男として、1810年12月30日に生まれ、1811年6月17日にセント・ジョージ・ハノーヴァー・スクエア教会で洗礼を受けた。イートン・カレッジで教育を受けた。
1841年までにサンモールに改姓した。
1844年にレスターシャー州長官を務めた。またレスターシャーの副統監にも任命された。
1885年11月28日に兄エドワード・アドルファスが死去すると、サマセット公爵位を継承した。政治では自由党に属した。
1891年1月10日、生涯未婚のままロンドンのウエスト・エンドにあるバークリー・スクエア28号で死去、ウィルトシャーのメイデン・ブラッドリーで埋葬された。弟アルジャーノン・パーシー・バンクスが爵位を継承した。